# 谢芷蕙
谢芷蕙（英語：Cammi Tse，1995年3月18日—），前香港少女模特兒。

## 生平
1995年，谢芷蕙出生在中國內地鄉郊，1999年随父母移民香港。其畢業於香港的仁濟醫院羅陳楚思中學。
2010年，谢芷蕙加入香港嫩模组合Fantasy。
2011年8月，谢芷蕙向香港媒体暴露：她单独在台湾男模沈志明香港家中参加派对后被沈志明逼迫观看他自渎，此后一蹴而红。
2011年10月30日，香港媒体曝光了陈冠希与谢芷蕙“舌吻”照片，谢芷蕙承认自拍与陈冠希热吻，陈冠希也承认与谢芷蕙已经有6个月的恋爱史，并表示买了内衣送给谢芷蕙，穿戴上校服，满足自己的“龙友瘾”。
2011年11月，香港媒体持续对陈冠希和谢芷蕙事件发酵，并且认为谢芷蕙已经失去童贞，谢芷蕙表示：“我没有和Edison（陈冠希）发生任何关系，不要乱写，我压力很大！”还表示愿意验明正身，“以证清白”。

## 個人事件

### 舌吻门事件的评价
香港著名演员曾志伟对陈冠希和谢芷蕙闹出的闹剧怒斥陈冠希：“其实是一件颇荒谬的事，他真是不长记性。”，“得、失都是他自己的，之前要等三、五年，这次要再久一点啦，没人能够教到他，自己去反省吧！”

### 當主持被觀眾投訴
2012年3月17日，作為《怪談．靈搜奇》主持的謝芷蕙因少出聲，不懂答問題而即場被觀眾來電痛罵二分鐘。姓陳女觀眾不滿不懂回答及少發言的謝芷蕙，而破口大罵，該觀眾說：“我想問Cammi憑什麼坐在這主持，我覺得她的樣子本身已經趕客，坐在那整晚又搭不上嘴，問又不會問，連師傅都說她在發夢，坐在那做什麼主持呀？觀眾看到都難受呀。”又直指謝芷蕙沒作事前準備，其後再回應主持張學潤（Nel Nel）為謝芷蕙的維護和解釋。該觀眾表示不論老少，觀眾要求的是專業和有做足「功課」的節目主持。其後，事件登上蘋果動新聞，謝芷蕙被網友再批判。

### 與中國內地富二代拍拖
2013年, 謝芷蕙與中國內地富二代Jayden拍拖，2015年更獲男友打本，在廣州天河區開設時裝店，裝修連租金花近百萬人民幣，她表示店鋪現已上軌道，每月賺近十萬。Cammi與男友將再下一城，準備大搞時裝批發生意。開鋪做老闆，過着悠哉游哉的闊太式生活。現時謝和男友同居於廣州近三千呎獨立屋的她，就表示已經與男友有結婚共識。

### 與富有男友被貼街招追債
謝芷蕙近年淡出娛樂圈，但仍生活過得越嚟越富貴，2021年4月有網民在街上驚見街招指謝芷蕙與現任男友是「老千情侶」，而謝回應表示知道係邊個做，更疑似在Instagram直斥對方 

## 外部連結
- 谢芷蕙的新浪微博